# 臺灣開放國會
臺灣開放國會是中華民國立法院之開放國會政策。開放國會願景，以更為公平、近用、需求為方向，涵容任何族群、語言、性別、教育背景、城鄉與地區、各類無障礙之需求，讓資訊易讀易懂，以降低取得門檻。

## 推動歷程（2020–2024年）

### 2020年
5月19日，立法院第10屆第1會期第13次院會無異議通過無黨籍立法委員林昶佐等提案「立法院與民間協力推動開放國會行動方案」決議案。
6月2日，在時任立法院院長游錫堃及各黨團代表的支持下，召開記者會正式宣布啟動《開放國會行動方案》。推動該提案的林昶佐表示，台灣雖然不是「開放政府夥伴關係聯盟」（Open Government Partnership）的會員國，但幾乎每年都會邀請台灣參與年會，希望藉由開放國會行動方案的啟動促成台灣與國際的連結。林昶佐並強調，中國政府因為不開放透明，無法在該組織打壓台灣，這是台灣深化民主的好機會。
6月至11月10日間，以「官方+民間」對等合作模式撰寫行動方案，召開過至少21次各式實體及線上會議，歷經2輪撰寫及2次公開閱覽後，提出5大主題20項開放國會承諾，宣示台灣願意遵守國際標準並公布中英文版行動方案，是官方與民間合作創舉，有專屬網頁完整呈現工作歷程與各項成果，更是進一步拓展國會外交的敲門磚。

### 2021年
3月9日，游錫堃宣布，台灣首部《開放國會行動方案》正式於立法院官網上線，他表示，期待透過《開放國會行動方案》落實，能為台灣留下一個功能更完整、組織文化更開放、也更方便人民參與的國會，相信推動開放國會政策，是一個正向循環的開端
。《開放國會行動方案》五大主題，包含「透明化：開放國會原則價值」、「公開化：便於取得利用的國會資訊」、「國民化：便於人民參與的國會」、「數位化：數位化的國會」、「教學化：國會識讀與教育」，與民間共同提出20項開放國會承諾事項。

### 2022年
定期召開會議，持續推動開放國會。

### 2023年
5月，「臺灣開放國會行動方案2021-2024獨立報告機制」審查報告完成。
9月7日，監察院秘書長朱富美、立法委員兼開放國會聯絡人（Parliamentary Point of Contact）林昶佐及國發會副主委高仙桂一行於愛沙尼亞出席2023年「第8屆開放政府夥伴關係聯盟」全球峰會（Open Government Partnership Global Summit），並由駐拉脫維亞大使李憲章等赴愛國首都塔林全程接待並陪同出席相關會議。林昶佐說明，這是台灣第一次出席OGP峰會，也是台灣第一次正式參與Open Parliament Day國際論壇。
11月9日，立法院長游錫堃於開放國會成果記者會表示，開放國會是他上任以來，列為國會行政重要工作之一，20項承諾已完成17項，看到許多具體成果深感安慰。

## 立法院開放國會委員會
自2020年5月起，立法院設置「開放國會委員會」，由立法院秘書處、各政黨立法院黨團代表、非政府組織、開放國會相關學者專家等共同組成，專責推動、研討開放國會事務。開放國會委員會（除籌備委員會外）民間成員進行公開徵選，先自（推）薦報名，再由委員會全體委員票選選出；民間成員占多數的組成比例也特別強調公民參與、公私合作的重要性。
開放國會籌委會委員19席，其中立法院7席，民間成員12席。第一屆第1期委員24席、第2–4期25席；其中立法院7席（立法院代表1席、秘書處國際事務小組1席、開放國會聯絡人1席、各黨團代表4席），民間成員18或19席。
第一屆委員任期均至2024年1月止，目前已無運作。

## 獨立審查報告
臺灣開放國會行動方案2021-2024獨立報告機制（Independent Reporting Mechanism, IRM）審查報告，係由喬治亞籍獨立研究員Nodar Kherkheulidze及中央研究院政治所博士後研究員高韻茹依照OGP規範進行分析及撰擬，經紐西蘭籍獨立研究員Keitha Booth同儕審查及修訂，並且依照OGP規範對外公開徵詢公眾意見完畢。報告內容針對本院開放國會行動方案20個承諾事項之執行內容進行評估，分析未來機會與挑戰，以及提出執行建議。

## 外部連結
- 立法院全球資訊網–開放國會行動方案